# Martinsville (Illinois)
Martinsville je grad u američkoj saveznoj državi Ilinois. Prema popisu stanovništva iz 2010. u njemu je živjelo 1.167 stanovnika.